# Bath, Maine
Bath este un oraș aflat în partea de nord-est a Statelor Unite ale Americii, în statul Maine. Situat pe râul Kennebec, având 9.266 de locuitori, Bath este reședința comitatului Sagadahoc.